# Tomari kärnkraftverk
Tomari kärnkraftverk (泊発電所 Tomari hatsudensho?) är ett kärnkraftverk i Japan.
Det är det enda kärnkraftverket på Hokkaidō. Det ligger i kommun Tomari i Shiribeshi subprefektur och drivs av Hokkaido Electric Power Company.  Alla reaktorerna är av Mitsubishis tryckvattenreaktordesign.

## Efter Fukushimaolyckan
Reaktor 3 i Tomari var den första reaktorn att åter ansluta med elproduktion till nätet i augusti 2011 efter att ha fått godkänt i de första stresstesterna som genomfördes efter Fukushima-olyckan. De nya reglerna stipulerade att vid nästa ordinarie serviceuppehåll behövs ett godkännande för att få starta upp enligt nya striktare säkerhetskrav. När reaktor 3 i Tomari stoppades för underhåll 5 maj 2012 var det som sista reaktor i produktion och för första gången sedan 1970 var Japan helt utan kärnkraftsproducerad el.

## Reaktorer
| Namn       | Typ | Först kritisk | Elektrisk effekt |
| ---------- | --- | ------------- | ---------------- |
| Tomari - 1 | PWR | 6 juni 1989   | 550 MW           |
| Tomari - 2 | PWR | 12 april 1991 | 550 MW           |
| Tomari - 3 | PWR | 3 mars 2009   | 912 MW           |

Den tredje reaktorn började byggas 2003. Under 2007 rapporterades minst sju fall av mordbrand vid dess byggarbetsplats.  Den kunde trots incidenterna tas i drift enligt plan.